# Jihočeská centrála cestovního ruchu
Jihočeská centrála cestovního ruchu (JCCR) je příspěvková organizace Jihočeského kraje, která koordinuje a řídí cestovní ruch v celém kraji. Vytváří podporu domácího a příjezdového cestovního ruchu a vykonává funkci krajského destinačního managementu pro destinaci Jižní Čechy. Má za úkol vytvářet, řídit, koordinovat a rozvíjet atraktivní turistickou nabídku regionu a následně ji prezentovat na domácím i zahraničním trhu.

## Základní údaje
Činnost Jihočeské centrály cestovního ruchu byla zahájena v roce 1994, kdy byla založena městy České Budějovice, Prachatice, Tábor a Třeboň jako zájmové sdružení měst pro podporu cestovního ruchu v jižních Čechách. Její členská základna se postupně ustálila na počtu 10 měst (České Budějovice, Český Krumlov, Hluboká nad Vltavou, Jindřichův Hradec, Nové Hrady, Prachatice, Tábor, Třeboň, Veselí nad Lužnicí a Vimperk) a několika významných podnikatelů (např. Výstaviště a.s., České Budějovice). V roce 2002 vznikla v rámci zpracování Strategie rozvoje cestovního ruchu v Jihočeském kraji myšlenka restrukturalizace JCCR na regionální organizaci cestovního ruchu, která bude zodpovědná za koordinaci, management a marketing na úrovni celého kraje. Postupně došlo k dohodě mezi Krajským úřadem, Jihočeskou hospodářskou komorou (JHK) a Svazem měst a obcí Jihočeského kraje (SMOJK) o vstupu těchto subjektů do JCCR a způsobu jejího financování. V roce 2009 došlo k restrukturalizaci Jihočeské centrály cestovního ruchu na příspěvkovou organizaci Jihočeského kraje. Byla zřízena usnesením zastupitelstva Jihočeského kraje č. 502/2009/ZK ze dne 27. října 2009.
Od roku 2009 tedy JCCR funguje jako příspěvková organizace Jihočeského kraje a využívá dotace, příspěvky a granty z nejrůznějších zdrojů na podporu cestovního ruchu, pomocí nichž např. vytváří produkty cestovního ruchu, rozvíjí infrastrukturu pro podporu cestovního ruchu, kulturu v regionu a spolupráci se zahraničními partnery. JCCR prezentuje region na domácích i zahraničních výstavách a veletrzích cestovního ruchu.
Na úrovni Jihočeského kraje je kompetentním subjektem v oblasti cestovního ruchu Krajský úřad Jihočeského kraje – Odbor kanceláře hejtmana – oddělení marketingu a cestovního ruchu. Toto oddělení vykonává metodický dohled a zároveň spolupracuje na tvorbě a financování nabídky cestovního ruchu v kraji.

## Činnost
Činnost Jihočeské centrály cestovního ruchu vycházela v letech 2015–2020 především z Koncepce rozvoje cestovního ruchu Jihočeského kraje 2015–2020, která mimo jiné také reagovala na nepodpořený zákon o cestovním ruchu, který měl v České republice aplikovat dlouhá léta fungující rakouský model a nastolit systém transparentní finanční podpory cestovního ruchu. Tento přístup k řešení, jak se s absencí zákona o cestovním ruchu vyrovnat, rozpoutal diskuse i v jiných krajích a stal se modelem pro fungování národní úrovně cestovního ruchu. Podporu modelu vyjádřily i další organizace, kterými jsou například Asociace turistických regionů ČR nebo Asociace organizací cestovního ruchu, kterým jihočeská Koncepce posloužila jako podklad pro pracovní materiál předkládaný Ministerstvu pro místní rozvoj.

### Předmět činnosti
Předmětem činnosti organizace je:
- výkon krajské destinační společnosti ve vazbě na turistický region Jižní Čechy
- koordinace a metodické vedení turistických oblastí na území Jihočeského kraje
- komunikace se Svazem měst a obcí Jihočeského kraje, s Euroregiony a s jednotlivými obcemi a městy v oblasti cestovního ruchu
- spolupráce v rámci aktivit subjektů cestovního ruchu z veřejného i soukromého sektoru, komunikace s obchodními partnery a turisty za region, včetně návštěvnického managementu (organizace spolupracuje s partnery v oblasti cestovního ruchu a je oprávněna uzavírat s nimi smlouvy o spolupráci a partnerství; partnery JCCR například jsou
  - Jihočeská hospodářská komora,
  - Asociace organizací cestovního ruchu,
  - Národní památkový ústav,
  - Jihočeská univerzita,
  - Plzeňský kraj,
  - Východobavorská centrála cestovního ruchu,
  - Hornorakouská centrála cestovního ruchu,
  - Waldviertel tourism,
  - Centrála cestovního ruchu Jižní Morava, a další.
- komunikace a spolupráce s agenturou CzechTourism vč. jejích zahraničních zastoupení
- spolupráce na činnosti turistických informačních center na území kraje
- organizace konferencí a odborných seminářů přispívajících k rozvoji cestovního ruchu v Jihočeském kraji a vzdělávání v oblasti cestovního ruchu
- organizace jednání pracovních skupin složených z odborníků a pracovníků v oblasti cestovního ruchu
- PR aktivity – prezentace jižních Čech v tuzemsku i zahraničí prostřednictvím vymezených témat (výstavy, veletrhy, média) směrem k laické i odborné veřejnosti
- organizace famtripů, tj. motivačních cest pro zástupce cestovních kanceláří a agentur, presstripů pro zástupce médií a pro odbornou veřejnost, organizace studijních cest pro odborníky v cestovním ruchu
- shromažďování informací o turistickém potenciálu regionu, zajišťování jejich průběžné aktualizace a jejich zpracovávání pro jednotlivé cílové skupiny uživatelů
- tvorba produktových linií, které povedou ke zviditelnění destinace Jižní Čechy, včetně sledování a vyhodnocení zpětných vazeb
- ediční činnost – vydávání tištěných propagačních materiálů obecných či tematicky zaměřených s přihlédnutím k předem vymezeným a doporučeným okruhům, které stanovuje odbor kanceláře hejtmanky Krajského úřadu Jihočeského kraje, vzhledem k celkové strategii, cílovým trhům, nebo ročnímu období
- provoz Informačního Systému Cestovního Ruchu Jihočeského kraje na www.jiznicechy.cz
- příprava a realizace projektů pro získávání prostředků z grantových, dotačních a jiných programů na rozvoj cestovního ruchu
- komunikace a spolupráce se zahraničními partnery v oblasti cestovního ruchu, zejména při tvorbě a realizaci přeshraničních projektů
- získávání statistických a analytických dat potřebných pro efektivní rozvoj cestovního ruchu v regionu.[2]

## Destinační management
Koncepce rozvoje cestovního ruchu Jihočeského kraje 2015–2020 předpokládala podporu minimálně osmi turistických oblastí. Po prvních dvou kolech byl tento předpoklad naplněn a na území kraje pracovalo osm destinačním managementů. Snahou Jihočeského kraje bylo pokrýt turistickými oblastmi celé své území, což se v posledním roce téměř podařilo.
Organizace destinačního managementu je nyní rozdělena na 11 samostatných turistických oblastí, kterými je pokryté téměř celé území jižních Čech. TO jsou řízeny managementem turistické oblasti ve spolupráci s místními organizacemi pro rozvoj cestovního ruchu. Turistickými oblasti jsou:

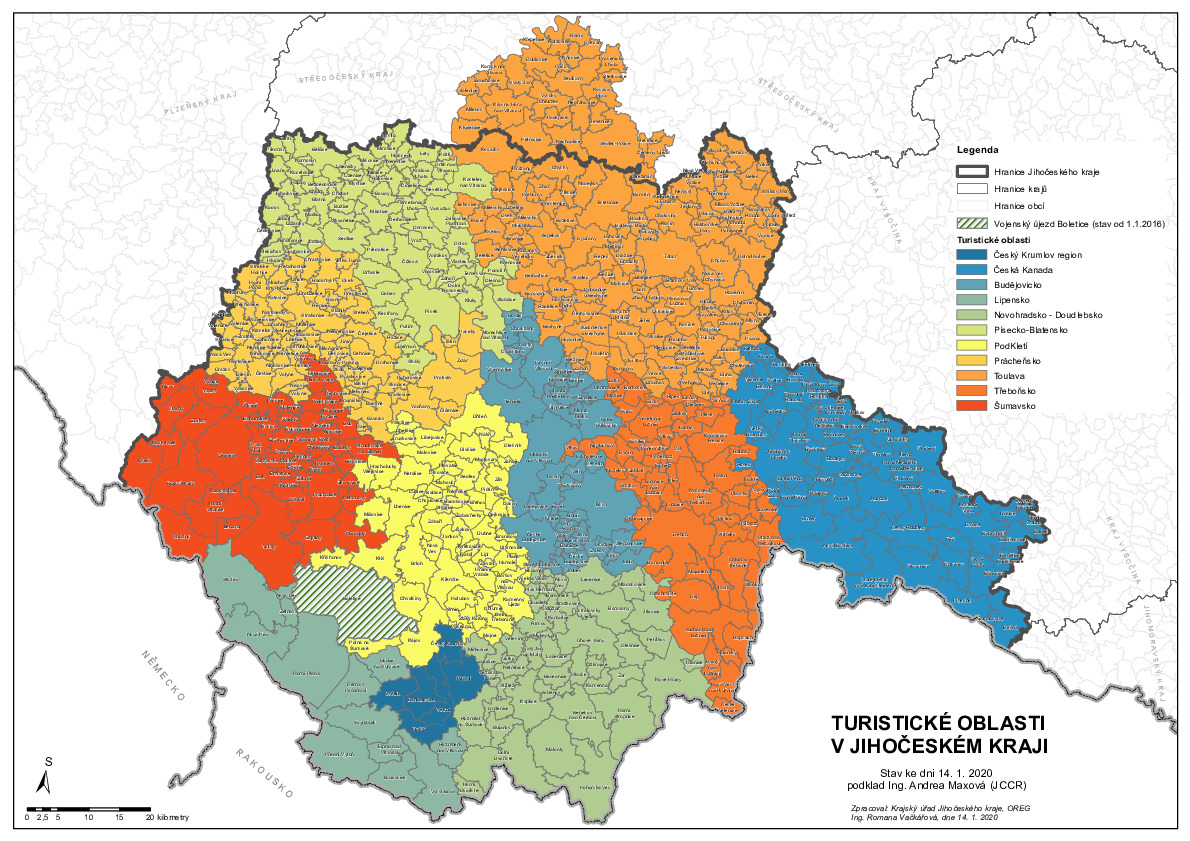
Mapa turistických oblastí Jihočeského kraje

- Budějovicko
- Česká Kanada
- Český Krumlov region
- Lipensko
- Novohradsko-Doudlebsko
- Písecko-Blatensko
- Podkletí
- Prácheňsko
- Šumavsko
- Toulava
- Třeboňsko

### Turistické oblasti

#### Budějovicko[5]

##### Základní údaje
Turistická oblast Budějovicko se rozkládá na území 650 km2 mezi Českými Budějovicemi, Hlubokou nad Vltavou, Lišovem a Týnem nad Vltavou. Oblast protíná řeka Vltava. K nalezení jdou zde historické městské útvary, moderní infrastruktury, rovinaté cyklostezky, staleté rybniční kaskády, lesní obory i skalní soutěsky.

##### Oblastní management
Turistickou oblast Budějovicko spravuje oblastní organizace destinačního managementu – Českobudějovicko-Hlubocko, z.s
Destinační společnost Českobudějovicko-Hlubocko, z.s. koordinuje poskytovatele služeb cestovního ruchu na daném území za podpory Jihočeského kraje, města České Budějovice a města Hluboká nad Vltavou. Cílem je efektivnější řízení turismu v regionu.

##### Partnerská města a obce
Součástí turistické oblasti jsou tato partnerská města a obce: Adamov, Bečice, Borek, Čenkov u Bechyně, České Budějovice, Dobrá Voda u Českých Budějovic, Dobšice, Dolní Bukovsko, Dražíč, Dubičné, Hartmanice, Hlincová Hora, Hluboká nad Vltavou, Horní Kněžeklady, Hosín, Hosty, Hrdějovice, Hůry, Hvozdec, Chotýčany, Chrášťany, Jivno, Libín, Libníč, Lišov, Modrá Hůrka, Rudolfov, Srubec, Staré Hodějovice, Ševětín, Štěpánovice, Temelín, Týn nad Vltavou, Úsilné, Vitín, Vráto, Všemyslice, Zvíkov a Žimutice.

#### Česká Kanada[6]

##### Základní údaje
Česká Kanada je oblast rozkládající se přibližně mezi Kunžakem, Dačicemi, Slavonicemi, Novou Bystřicí a Jindřichovým Hradcem o rozloze téměř 300 km2. Místopisný název je odvozen od přírodního charakteru krajiny, pro který jsou typické početné vodní plochy, rozsáhlé lesní komplexy s rozesetými balvany a poněkud sychravější podnebný ráz, nižší průměrné teploty a vydatné srážky.

##### Oblastní management
Turistickou oblast Česká Kanada spravuje oblastní organizace destinačního managementu – Destinační management Česká Kanada, z. s.
Destinační managament Česká Kanada je spolek, jehož účelem je dobrovolná spolupráce fyzických a právnických osob, zejména územních samosprávných celků, s cílem přispět k rozvoji turistické oblasti Česká Kanada a vytvoření dobře fungující a respektované destinační společnosti v oblasti cestovního ruchu.

##### Partnerská města a obce
Součástí turistické oblasti jsou tato partnerská města a obce: Báňovice, Bednárec, Bednáreček, Blažejov, Bořetín, Březina, Budeč, Budíškovice, Cizkrajov, Červený Hrádek, Český Rudolec, Číměř, Člunek, Dačice, Dešná, Deštná, Dívčí Kopy, Dobrohošť, Dolní Kopy, Dolní Pěna, Dolní Žďár, Drunče, Hadravova Rosička, Heřmaneč, Horní Meziříčko, Horní Němčice, Horní Pěna, Horní Radouň, Horní Skrýchov, Horní Slatina, Hospříz, Hříšice, Jarošov nad Nežárkou, Jilem, Jindřichův Hradec, Kačlehy, Kamenný Malíkov, Kostelní Radouň, Kostelní Vydří, Kunžak, Lodhéřov, Nová Bystřice, Nová Olešná, Nová Včelnice, Okrouhlá Radouň, Peč, Písečné, Pluhův Žďár, Popelín, Rodvínov, Roseč, Slavonice, Staré Hobzí, Staré Město pod Landštejnem, Strmilov, Střížovice, Studená, Světce, Rosička, Třebětice, Velký Ratmírov, Vícemil, Vlčetínec, Volfířov, Zahrádky, Žďár, Županovice.

#### Český Krumlov region[7]

##### Oblastní management
Turistickou oblast Český Krumlov region spravuje oblastní organizace destinačního managementu – DMO Český Krumlov, z.s.

##### Partnerská města a obce
Součástí turistické oblasti jsou tato partnerská města a obce: Bohdalovice, Český Krumlov, Malšín, Přídolí, Světlík, Větřní.

#### Lipensko[8]

##### Oblastní management
Turistickou oblast Lipensko spravuje oblastní organizace destinačního managementu – Turistický spolek Lipenska, z.s.
Účelem Turistického spolku Lipenska je sdružovat obce, podnikatele, zájmové spolky a fyzické osoby, mající provozovnu, sídlo či trvalý pobyt v lipenské oblasti, nebo v oblasti Lipenska vyvíjí činnost, která napomáhá rozvoji cestovního regionálního ruchu. Cílem spolku je podporovat vytvoření a rozvoj konkurenceschopné turistické oblasti Lipensko.

##### Partnerská města a obce
Součástí turistické oblasti jsou tato partnerská města a obce: Černá v Pošumaví, Frymburk, Horní Planá, Hořice na Šumavě, Lipno nad Vltavou, Loučovice, Nová Pec, Přední Výtoň, Stožec, Rožmberk nad Vltavou, Vyšší Brod, Želnava.

#### Novohradsko – Doudlebsko[9]

##### Oblastní management
Turistickou oblast Novohradsko-Doudlebsko spravuje oblastní organizace destinačního managementu – Novohradsko-Doudlebsko, z.s.
Spolek Novohradsko-Doudlebsko vznikl začátkem roku 2016 za účelem propagace a koordinace aktivit v oblasti cestovního ruchu na území, které je charakterizováno názvy obou oblastí. Jedná se o 48 měst a obcí, mezi kterými dominují sídelní města Kaplice, Trhové Sviny, Borovany, Velešín, Nové Hrady, Ledenice, Benešov nad Černou, Besednice a Římov.

##### Partnerská města a obce
Součástí turistické oblasti jsou tato partnerská města a obce: Benešov nad Černou, Besednice, Borovany, Borovnice, Bujanov, Čížkrajice, Dolní Dvořiště, Doubravice, Doudleby, Heřmaň, Horní Dvořiště, Horní Stropnice, Hranice, Jílovice, Kamenná, Kaplice, Komařice, Ledenice, Ločenice, Malonty, Mirkovice, Mladošovice, Mokrý Lom, Nedabyle, Netřebice, Nová Ves, Nové Hrady, Olešnice, Omlenice, Ostrolovský Újezd, Petříkov, Plav, Pohorská Ves, Roudné, Rožmitál na Šumavě, Římov, Slavče, Soběnov, Strážkovice, Střítež, Svaty Jan nad Malší, Trhové Sviny, Velešín, Věžovatá Pláně, Vidov, Zubčice, Zvíkov, Žár.

#### Písecko-Blatensko[10]

##### Oblastní management
Turistickou oblast Písecko-Blatensko spravuje oblastní organizace destinačního managementu – Píseckem, s.r.o.

##### Partnerská města a obce
Součástí turistické oblasti jsou tato partnerská města a obce: Albrechtice nad Vltavou, Bělřice, Bezdědovice, Blatná, Boudy, Bratronice, Březí, Buzice, Cerhonice, Čečelovice, Čížová, Dobev, Dolní Novosedly, Doubravice, Drhovle, Hajany, Heřmaň, Hlupín, Hornosín, Horosedly, Chlum, Chobot, Kadov, Kestřany, Kluky, Kocelovice, Kostelec nad Vltavou, Kožlí, Králová Lhota, Křenovice, Lažany, Lety, Lom, Mačko, Mečichov, Minice, Mirotice, Mirovice, Myslín, Mišovice, Myštice, Nerestce, Nevězice, Olešná, Orlík nad Vltavou, Oslov, Ostrovec, Písek, Podolí, Probulov, Předotice, Předmíř, Putim, Rakovice, Sedlice, Skály, Slabčice, Smetanova Lhota, Škvořetice, Temešvár, Tchořovice, Varvažov, Uzenice, Uzeničky, Vlastec, Vojníkov, Vráž, Vrcovice, Záboří, Záhoří, Zvíkovské Podhradí.

#### Podkletí[11]

##### Oblastní management
Turistickou oblast PodKletí spravuje oblastní organizace destinačního managementu – Jihočeský venkov, z.s
Destinanční společnost Jihočeský venkov, z. s. vznikla v závěru roku 2014, posláním spolku je rozvíjet místní partnerství a potenciál rozvoje území jihočeského venkova.

##### Partnerská města a obce
Součástí turistické oblasti jsou tato partnerská města a obce: Babice, Boršov nad Vltavou, Branišov, Břehov, Brloh, Čakov, Čejkovice, Dasný, Dívčice, Dolní Třebonín, Dříteň, Dubné, Habří, Hlavatce, Holubov, Homole, Hradce, Hracholusky, Chelčice, Chlumec, Chvalovice, Chvalšiny, Jankov, Kájov, Kamenný Újezd, Kremže, Křišťanov, Ktiš, Kvítkovice, Lhenice, Libějovice, Lipí, Litvínovice, Lužice, Mahouš, Malovice, Mičovice, Mojné, Mydlovary, Nákří, Němčice, Netolice, Nová Ves, Olešník, Olšovice, Pištín, Planá, Polná na Šumavě, Přísečná, Radošovice, Sedlec, Srnín, Stožice, Strýčice, Truskovice, Včelná, Vitějovice, Vrábče, Záboří, Zahájí, Závraty, Zlatá Koruna, Zliv, Žabovřesky.

#### Prácheňsko[12]

##### Základní údaje
Prácheňsko se rozprostírá v severní části Jihočeského kraje, u hranice s krajem Plzeňským, a zahrnuje mikroregiony Strakonicko, Vodňansko, Protivínsko, Volyňsko a Horažďovicko. Celá turistická oblast se takřka prolíná s původním historickým územím Prácheňska, jež bylo jedním z krajů českého Království. Bylo pojmenováno podle někdejšího hradu Prácheň u Horažďovic.

##### Oblastní management
Turistickou oblast Prácheňsko spravuje oblastní organizace destinačního managementu – DS Prácheňsko, z.s.

##### Partnerská města a obce
Součástí turistické oblasti jsou tato partnerská města a obce: Bavorov, Bílsko, Budyně, Cehnice, Čejetice, Čestice, Číčenice, Drahonice, Drachkov, Drážov, Droužetice, Dřešín, Hájek, Horní Poříčí, Hoslovice, Chrášťovice, Jinín, Kalenice, Katovice, Kladruby, Krajníčko, Kraselov, Krašlovice, Krejnice, Krty-Hradec, Kuřimany, Kváskovice, Libětice, Měkynec, Miloňovice, Mnichov, Mutěnice, Nebřehovice, Němčice, Němětice, Nihošovice, Nišovice, Nová Ves, Novosedly, Osek, Paračov, Paseky, Pivkovice, Pohorovice, Pracejovice, Protivín, Přední Zborovice, Přechovice, Přešťovice, Radějovice, Radomyšl, Radošovice, Ražice, Rovná, Řepice, Skály, Skočice, Slaník, Sousedovice, Strakonice, Strašice, Strunkovice nad Volyňkou, Střelské Hoštice, Štěchovice, Štěkeň, Tálín, Třebohostice, Třešovice, Úlehle, Úice, Vacovice, Velká Turná, Vodňany, Volenice, Volyně, Zahorčice, Zvotoky, Žďár.

#### Šumavsko[13]

##### Základní údaje
Turistická oblast Šumavsko pokrývá oblast Prachaticka, Vimperska, Volarska a jihočeskou část Šumavy. Již koncem roku 2014 iniciovala MAS Šumavsko, z.s. vznik a založení kanceláře destinačního managementu PRO Šumavsko, z. s., který řídí právě oblast Šumavsko. Hlavním cílem vzniku spolku byla a je snaha o aktivaci cestovního ruchu v jihočeské části Šumavy a Pošumaví a vzájemné propojení těchto dvou oblastí. Šumavsko je novým názvem, který má za cíl spojit jihočeskou Šumavu a její podhůří. Rozléhá se na území o rozloze 980 km2 s více než 50 obcemi ze šumavského příhraničí.
Netradiční název oblasti vznikl na základě faktu, že se Šumavsko skládá ze dvou oblastí, jimiž jsou jihočeská Šumava a jihočeské Pošumaví. Obě tyto oblasti jsou velmi specifické, diametrálně se liší svou nabídkou a zároveň se doplňují.

##### Oblastní management
Turistickou oblast Šumavsko spravuje oblastní organizace destinačního managementu – PRO Šumavsko, z.s.
Destinační management PRO Šumavsko, z.s. pracuje na bázi organizace, která za účelem efektivnějšího řízení cestovního ruchu zajišťuje koordinaci a kooperaci poskytovatelů služeb cestovního ruchu v turistické oblasti Šumavsko. Poskytovateli služeb cestovního nemusí být pouze podnikatelé z oblasti cestovního ruchu, ale mohou to být i města, obce a podnikatelé z příbuzných oblastí.

##### Partnerská města a obce
Součástí turistické oblasti jsou tato partnerská města a obce: Bohumilice, Bohunice, Borová Lada, Bošice, Budkov, Buk, Bušanovice, Čepřovice, Čkyně, Drslavice, Dub, Dvory Horní Vltavice, Hoštice, Husinec, Chlumany, Chroboly, Kubova Huť, Kratušín, Kvilda, Lažiště, Lčovice, Lenora, Lipovice, Litochovice, Malenice, Milejovice, Nebahovy, Nicov, Nové Hutě, Pěčnov, Prachatice, Předslavice, Radhostice, Stachy, Strážný, Strunkovice nad Blanicí, Svatá Maří, Šumavské Hoštice, Tvrzice, Újezdec, Vacov, Vimperk, Vlachovo Březí, Volary, Vrbice, Záblatí, Zábrdí, Zálezly, Zdíkov, Žárovná, Žernovice, Zbytiny.

#### Toulava[14]

##### Základní údaje
Toulava je oficiální turistická oblast na pomezí jižních a středních Čech. Rozprostírá se v širokém okolí města Tábor, které je jejím centrem, od Sedlčanska po Bechyňsko a Soběslavsko, od Milevska přes Jistebnicko po Mladovožicko.

##### Oblastní management
Turistickou oblast Toulava spravuje oblastní organizace destinačního managementu – TOULAVA, o.p.s.

##### Partnerská města a obce
Součástí turistické oblasti jsou tato partnerská města a obce:
Jihočeská část: Balkova Lhota, Bečice, Bechyně, Běleč, Bernartice, Borotín, Borovany, Božetice, Bradáčov, Branice, Březnice, Budislav, Černýšovice, Dírná, Dlouhá Lhota, Dobronice u Bechyně, Dolní Hořice, Dolní Hrachovice, Dráchov, Dražice, Dražičky, Drhovice, Haškovcova Lhota, Hlasivo, Hlavatce, Hodětín, Hodonice, Hrazany, Hrejkovice, Chotěmice, Chotoviny, Choustník, Chrbonín, Chýnov, Chyšky, Jedlany, Jetětice, Jickovice, Jistebnice, Katov, Klenovice, Komárov, Košice, Košín, Kovářov, Krátošice, Krtov, Křižanov, Kučeř, Květov, Libějice, Lom, Malšice, Meziříčí, Mezná, Milevsko, Mladá Vožice, Mlýny, Myslkovice, Nadějkov, Nasavrky, Nemyšl, Nová Ves u Chýnova, Nová Ves u Mladé Vožice, Okrouhlá, Oldřichov, Opařany, Osek, Planá nad Lužnicí, Pohnánec, Pohnání, Pojbuky, Přeborov, Přehořov, Přeštěnice, Psárov, Radenín, Radětice, Radimovice u Tábora, Radimovice u Želče, Radkov Rataje, Ratibořské Hory, Rodná, Roudná, Řemíčov, Řepeč, Sedlečko u Soběslavě, Sepekov, Sezimovo Ústí, Skalice, Skopytce, Skrýchov u Malšic, Slapsko, Slapy, Smilovy Hory, Soběslav, Stádlec, Stehlovice, Sudoměřice u Bechyně, Sudoměřice u Tábora, Svrabov, Šebířov, Tábor, Třebějice, Tučapy, Turovec, Ústrašice, Vesce, Veselíčko, Vilice, Vlastiboř, Vlčeves, Vlksice, Vodice, Zadní Střítež, Záhoří, Zbelítov, Zběšičky, Zhoř, Zhoř u Mladé Vožice, Zhoř u Tábora, Zvěrotice, Želeč.
Středočeská část: Červený Újezd, Dublovice, Jesenice, Ješetice, Kamýk nad Vltavou, Klučenice, Kňovice, Kosova Hora, Krásná Hora nad Vltavou, Křepenice, Milešov, Nalžovice, Nedrahovice, Nechvalice, Osečany, Petrovice, Počepice, Prosenická Lhota, Příčovy, Radíč, Sedlčany, Sedlec-Prčice, Solenice, Střezimíř, Svatý Jan, Štětkovice, Vysoký Chlumec, Zduchovice.

#### Třeboňsko[15]

##### Oblastní management
Turistickou oblast Třeboňsko spravuje oblastní organizace destinačního managementu – Turistická oblast Třeboňsko, z.s.
Mezi hlavní činnosti, kterými se spolek zabývá, patří koordinace rozvoje regionu Třeboňsko, Vitorazsko a Veselsko ve všech oblastech, koordinace projektů a produktů zaměřených k rozvoji všech tří zmíněných regionů, tvorba informační databanky a fotobanky regionu, spolupráce se zahraničními subjekty majícími vztah k regionu, příprava informačně-propagačních materiálů, ediční činnost, spolupráce na rozvoji lidských vztahů, koordinace spolupráce mezi soukromými a veřejnými subjekty v oblasti cestovního ruchu, spolupráce a rozvoj informačních center v regionu, tvorba turistických produktů a zlepšení turistické nabídky regionu Třeboňsko, Vitorazsko a Veselsko.

##### Partnerská města a obce
Součástí turistické oblasti jsou tato partnerská města a obce: Borkovice, Bošilec, Cep, České Velenice, Domanín, Doňov, Drahov, Drahotěšice, Dunajovice, Dvory nad Lužnicí, Dynín, Frahelž, Halámky, Hamr, Hatín, Hrachoviště, Kardašova Řečice, Chlum u Třeboně, Klec, Lásenice, Lomnice nad Lužnicí, Lužnice Majdalena, Mazelov, Mažice, Neplachov, Nová Ves nad Lužnicí, Novosedly nad Nežárkou, Pístina, Plavsko, Pleše, Polště, Ponědraž, Ponědrážka, Příbraz, Rapšach, Ratiboř, Řípec, Smržov, Staňkov, Stráž nad Nežárkou, Stříbřec, Suchdol nad Lužnicí, Sviny, Třeboň, Újezdec, Val, Veselí nad Lužnicí, Vlkov (u Ševětína), Vlkov (okres Tábor), Vydří, Záblatí, Záhoří, Zálší, Zlukov, Žíšov.